# Microphorella iota
Microphorella iota är en tvåvingeart som beskrevs av Donald Henry Colless 1964. Microphorella iota ingår i släktet Microphorella och familjen styltflugor. Inga underarter finns listade i Catalogue of Life.